# پتروفینا
پتروفینا (انگلیسی: Petrofina) شرکت نفت بلژیکی بود، که در سال ۱۹۹۹ با شرکت فرانسوی توتال‌ ادغام شد.